# Iolaus azureus
Iolaus azureus är en fjärilsart som beskrevs av Clench 1964. Iolaus azureus ingår i släktet Iolaus och familjen juvelvingar. Inga underarter finns listade i Catalogue of Life.